# Iolana saritae
Iolana saritae är en fjärilsart som beskrevs av Fernandez Rubio och Gomez Bustillo 1973. Iolana saritae ingår i släktet Iolana och familjen juvelvingar. Inga underarter finns listade i Catalogue of Life.